# Atlantic Beach (Nowy Jork)
Atlantic Beach – wieś w Stanach Zjednoczonych, w stanie Nowy Jork, w hrabstwie Nassau, nad Oceanem Atlantyckim. W 2020 roku miejscowość zamieszkiwało 1707 osób.